# Bålssundet
Bålssundet är ett sund i Finland. Det ligger i Borgå i landskapet Nyland, i den södra delen av landet, 60 km öster om huvudstaden Helsingfors. Bålssundet ligger mellan Lillpellinge i väster och Baggholmen i öster.